# 勒韦斯特莱罗什
勒韦斯特莱罗什（法語：Revest-les-Roches，法語發音：[ʁəvɛst le ʁɔʃ]）是法国滨海阿尔卑斯省的一个市镇，位于该省中部，属于尼斯区。

## 地理
勒韦斯特莱罗什（43°52'50"N, 7°9'26"E）面积8.61 平方千米，位于法国普罗旺斯-阿尔卑斯-蓝色海岸大区滨海阿尔卑斯省，该省份为法国东南部沿海省份，南濒地中海，西南至瓦尔省，西北接上普罗旺斯阿尔卑斯省，北部和东部与意大利接壤。
与勒韦斯特莱罗什接壤的市镇（或旧市镇、城区）包括：邦松、马洛塞讷、图雷特迪沙托、于泰勒。

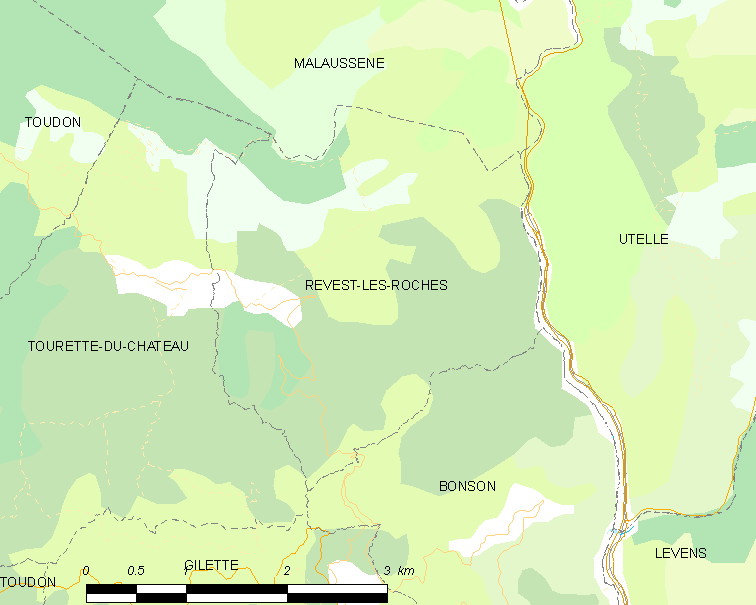
勒韦斯特莱罗什的OSM定位图

勒韦斯特莱罗什的时区为UTC+01:00、UTC+02:00（夏令时）。

## 行政
勒韦斯特莱罗什的邮政编码为06830，INSEE市镇编码为06100。

## 政治
勒韦斯特莱罗什所属的省级选区为旺斯县。

## 人口

1962-2008年间勒韦斯特莱罗什人口变化图示

勒韦斯特莱罗什于2022年1月1日时的人口数量为235人。